# 长水集
《长水集》是中国著名历史学家谭其骧的史学论文集，由人民出版社出版。
该书由《长水集》上、下两册及《长水集续编》合成。上册收有谭其骧1931年至1949年的文章36篇。下册收有1949年至1981年的论文31篇。续编是谭其骧的学术心得。
《长水集续编》原计划收入的《中国历史地图集》释文及三篇历史地理论文最终未能编入。